# Награда Бојан Ступица
Награда Бојан Ступица се додељује од 1970. за најбољу режију позоришне представе чија је премијера била у блиској прошлости. Додељује је Савез драмских уметника Србије.
Награда се састоји од бронзане плакете са ликом Бојана Ступице, рад вајара Стевана Боднарова, дипломе, рад сликара Герослава Зарића и новчаног износа.

## Добитници
- Љубомир Драшкић – за режију представе Улога моје породице у светској револуцији Боре Ћосића (Атеље 212, Београд); 1971.[1]
- Желимир Орешковић – Родољупци Јована Стерије Поповића (Народно позориште, Сомбор); 1972.[1]
- Дејан Мијач – Покондирена тиква Јована Стерије Поповића (Српско народно позориште, Нови Сад); 1974.[1]
- Стево Жигон – Младић Фјодора Михајловича Достојевског (Југословенско драмско позориште, Београд); 1975.[1]
- Коста Спаић – Киклоп Ранка Маринковића (Хрватско народно казалиште, Загреб); 1976.[1]
- Миле Корун – Саблазан у долини Сент Флоријанској Ивана Цанкара (Словенско људско гледалишче, Цеље); 1977.[1]
- Бранко Плеша – Као вихор Светозара Ћоровића (Народно позориште, Мостар); 1978.[1]
- Душан Јовановић – Краљ Бетајнове Ивана Цанкара (Местно гледалишче, Љубљана); 1979.[1]
- Јосип Лешић – Ожалошћена породица Бранислава Нушића (Народно позориште, Бања Лука); 1981.[1]
- Слободан Унковски – Хрватски Фауст Слободана Шнајдера (Југословенско драмско позориште, Београд); 1983.[1]
- Ивица Кунчевић – Сирано де Бержерак Едмонда Ростана (Хрватско народно казалиште, Загреб); 1984.[1]
- Паоло Мађели – Метастабилни грал Ненада Прокића (Атеље 212, Београд) и Карамазови Душана Јовановића (Драмски театар, Скопље); 1985.[1]
- Дејан Мијач – Женидба Николаја Гогоља (Београдско драмско позориште), Чапља Владимира Аксјонова (Атеље 212, Београд), Путујуће позориште Шопаловић Љубомира Симовића (Југословенско драмско позориште, Београд) и Родољупци Јована Стерије Поповића (Југословенско драмско позориште, Београд); 1986.[1]
- Душан Јовановић – Блодње Ф.М. Достојевског (Словенско младинско гледалишче, Љубљана); 1987.[1]
- Љубиша Ристић – пројекат YУ Фест; 1988.[1]
- Харис Пашовић – Дозивање птица (Југословенско драмско позориште, Београд); 1989.[1]
- Томаж Пандур – Хамлет Виљема Шекспира (Словенско народно гледалишче, Марибор); 1990.[1]
- Егон Савин – Лажа и паралажа Јована Стерије Поповића (Српско народно позориште, Нови Сад); 1991.[1]
- Јагош Марковић – Богојављенска ноћ Виљема Шекспира (Југословенско драмско позориште, Београд); 1992.[1]
- Соја Јовановић – Кабаре Џоа Мастерофа, Џона Кандера и Фреда Еба (Позориште на Теразијама – Театар Т, Београд); 1993.[1]
- Љубомир Драшкић – Марија Стјуарт Фридриха Шилера (Атеље 212, Београд); 1994.[1]
- Никита Миливојевић – У потпалубљу Владимира Арсенијевића (Југословенско драмско позориште, Београд); 1995.[1]
- Милан Караџић – Снежна краљица Евгенија Шварца (Позориште Бошко Буха, Београд); 1998.[1]
- Слободанка Цаца Алексић – Неваљала принцеза Бранка Милићевића (Позориште Пуж, Београд); 2000.[1]
- Кокан Младеновић – Опсада цркве Светог Спаса Горана Петровића (Народно позориште, Сомбор); 2002.[1]
- Егон Савин – Млетачки трговац Вилијема Шекспира (Југословенско драмско позориште, Београд); 2004.[1]
- Славенко Салетовић – Женидба Н.Гогоља (Народно позориште, Београд); 2007.[1] Награду је добио у конкуренцији 11 представа које су премијерно изведене у последње три године.
- Егон Савин – Тако је морало бити Б. Нушића (Југословенско драмско позориште, Београд); 2009.[1]
- Ива Милошевић – Прослава Т. Винтерберга и М. Рукова/Бо хр Хансена (Атеље 212, Београд); 2011.[1]
- Борис Лијешевић – Чаробњак Ф. Шилија (Народно позориште у Сомбору), 2013.[1]
- Томи Јанежич – Опера за три гроша Б. Брехта и К. Вајла (Краљевско позориште Зетски дом, Цетиње и Српско народно позорише, Нови Сад), 2015.[1]
- Андраш Урбан – Родољупци Ј. Стерије Поповића (Народно позориште, Београд), 2017.[1]
- Игор Вук Торбица – Тартиф по Молијеру (Народно позориште Сомбор / Српско народно позориште), 2019.[1][2]
- Јована Томић – Kретање Димитрија Коканова (БИТЕФ); 2021.[3]